# Claude Ndarusanze
Jean Claude Ndarusanze (ur. 20 czerwca 1988) – burundyjski piłkarz grający na pozycji napastnika. Od 2020 jest zawodnikiem klubu Rutsiro FC.

## Kariera klubowa
Swoją karierę Ndarusanze rozpoczął w klubie LLB Académic FC. W sezonie 2012/2013 zadebiutował w jego barwach w burundyjskiej pierwszej lidze. Grał w nim do 2017 roku. Dwukrotnie został z nim mistrzem kraju w sezonach 2013/2014 i 2016/2017 oraz wicemistrzem w sezonie 2014/2015. Zdobył też Puchar Burundi w 2014 roku. W latach 2017–2019 grał w rwandyjskim AS Kigali FC. W sezonie 2017/2018 wywalczył z nim wicemistrzostwo Rwandy. W sezonie 2019/2020 występował w Kayanza United FC, a w 2020 przeszedł do rwandyjskiego Rustiro FC.

## Kariera reprezentacyjna
W reprezentacji Burundi Ndarusanze zadebiutował 7 lipca 2013 roku w przegranym 1:2 meczu Mistrzostw Narodów Afryki 2014 z Sudanem. Od 2013 do 2019 wystąpił w kadrze narodowej 23 razy i strzelił 2 gole.